# 함안 주씨
함안 주씨(咸安周氏)는 경상남도 함안군을 본관으로 하는 한국의 성씨이다. 시조 주영찬(周英贊)은 초계 주씨의 시조 주황의 후손이며, 고려에서 천추사(千秋使)로 명나라에 다녀와 밀직부사(密直副使)를 지내고 함안군에 봉해졌다.

## 참고 자료
- “함안주씨(咸安周氏)”. 뿌리를 찾아서.[깨진 링크(과거 내용 찾기)]